# Oppegård (Akershus)
 (décembre 2023).
Si vous disposez d'ouvrages ou d'articles de référence ou si vous connaissez des sites web de qualité traitant du thème abordé ici, merci de compléter l'article en donnant les références utiles à sa vérifiabilité et en les liant à la section « Notes et références ».
Oppegård est une ancienne kommune, de l'ancien comté d'Akershus de Norvège.
Le 1er janvier 2020, elle a fusionné à la municipalité de Ski et a été rattachée à la municipalité nouvelle de Nordre Follo.

## Description
Le centre administratif de la municipalité était Kolbotn. Les bâtiments de la commune sont principalement des maisons individuelles et des appartements avec des éléments de maisons mitoyennes des années 1970 et 1980.
Le terrain d'Oppegård est en grande partie boisé. Le lac Gjersjøen divise la commune en deux. Il y a aussi quelques fermes et un terrain de golf.

## Zones protégées
À l'ouest se trouve Svartskog, qui est peu peuplée, avec la zone de conservation du paysage de Svartskog, l'église d'Oppegård et la maison-musée de Roald Amundsen.
Plus au nord dans la région se trouvent la réserve naturelle de Delingsdalen et le bain de mer Ingierstrand bad.

## Galerie

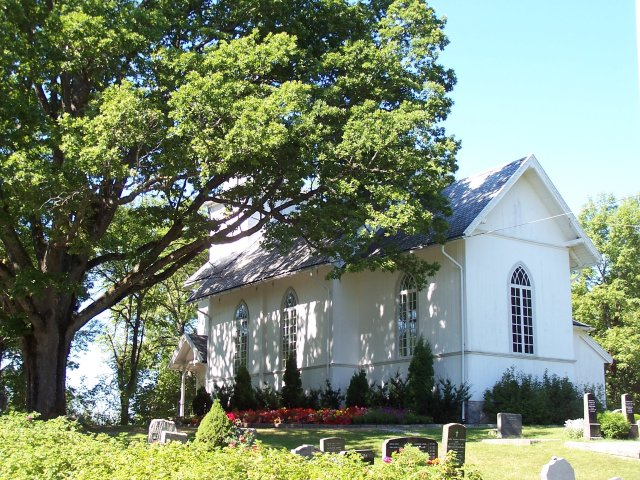
Église
Bain de mer